# Amine Boukamir
Amine Boukamir (en arabe : أمين بوكمير), né le 23 octobre 2006 à Jemeppe-sur-Sambre en Belgique, est un footballeur marocain qui joue au poste de milieu de terrain au Sporting de Charleroi.

## Biographie

### Naissance et famille
Amine Boukamir naît à Jemeppe-sur-Sambre en Belgique francophone, au sein d'une famille marocaine. Son père, Mohamed Boukamir, lui initie le football dès son plus jeune âge. Amine grandit à Namur et est le frère de Mehdi Boukamir, également footballeur professionnel,.

### Carrière en club
Amine Boukamir commence le football dans le club amateur du Sporting Excel Jemeppe, avant d'intégrer le centre de formation du Sporting Charleroi. Il fait sa première apparition dans les entraînements de l'équipe première lors de la saison 2023-2024, sous la houlette de l'entraîneur Felice Mazzù.
En début de saison 2024-2025, le 3 août, il fait ses débuts professionnels à l'âge de dix-sept ans contre le K Saint-Trond VV en entrant en jeu à la place d'Étienne Camara à la 80e minute (victoire, 1-4),.

### Carrière en sélection
Possédant la double nationalité belge et marocaine, Amine Boukamir peut prétendre à une sélection avec le Maroc et la Belgique. Il joue pour la Belgique des moins de 16 ans et de 17 ans avant de trancher en faveur du Maroc, son pays d'origine.
En mars 2025, il reçoit l'approbation de la FIFA pour un changement de nationalité sportive définitive en faveur du Maroc. Un mois plus tard, il est convoqué par le sélectionneur Mohammed Ouahbi pour prendre part à la Coupe d'Afrique des nations avec le Maroc des moins de 20 ans,,. Le 15 mai 2025, il se qualifie en finale de la CAN grâce à une victoire 0-1 contre l'Égypte des moins de 20 ans,.

## Palmarès

### En sélection
- Maroc -20 ans
  - Coupe d'Afrique des nations
    -  Finaliste en 2025[12],[13].